# The Driver
The Driver, conocida en la Argentina como Driver y en España como Driver: el desafío, es una película estadounidense de 1978 dirigida y escrita por Walter Hill y protagonizada por Ryan O'Neal, Bruce Dern y Isabelle Adjani. Producida por Lawrence Gordon, la banda sonora fue compuesta por Michael Small. Su primer lanzamiento fue el 28 de julio de 1978 en Estados Unidos y el 14 de septiembre del mismo año en la Argentina. En España se estrenó el 23 de marzo del año siguiente. Es el top 26 de las 100 mejores películas de acción de todos los tiempos por GQ.
La película también es notable en muchos aspectos; lo principal es de tener personajes sin nombres y sus impresionantes persecuciones de coches. 

## Sinopsis
El conductor de coches (Ryan O'Neal) -nombre real desconocido- es un hombre tranquilo que ha hecho una carrera y se dedica a robar los vehículos y escapar con ellos. Luego, la arriesgada lucha de un detective (Bruce Dern), trata de capturar al conductor que ha huido de la justicia y que es muy peligroso.

## Reparto
- Ryan O'Neal como el conductor.
- Bruce Dern como el detective.
- Isabelle Adjani como la jugadora.
- Ronee Blakley
- Matt Clark
- Felice Orlandi
- Joseph Walsh
- Rudy Ramos
- Denny Macko
- Frank Bruno como el muchacho.
- Will Walker
- Sandy Brown Wyeth
- Tara King
- Richard Carey
- Fidel Corona
- Victor Gilmour
- Nick Dimitri como el hombre de la máscara azul.
- Bob Minor como el hombre de la máscara verde.